# Frankfurt Red Cocks
1. American Sports Club Frankfurt (Oder) Red Cocks e. V. (kurz: Red Cocks Frankfurt (Oder)) ist ein Sportverein in Frankfurt (Oder), der insbesondere durch seine American-Football-Abteilung bekannt ist. Der Verein wurde am 1. März 1994 gegründet und zählt rund 350 Mitglieder (Stand: Februar 2024).

## Geschichte

### Gründung und Anfangsjahre (1994–2000)
Der Verein wurde 1994 gegründet. Bereits im Gründungsjahr nahmen die Red Cocks an der Aufbauliga Ost teil. Das erste Spiel fand am 31. Juli 1994 gegen die Wernigerode Mountain Tigers statt. Das erste Heimspiel am 6. August 1994 gegen die Berlin Stars beinhaltete den ersten Touchdown der Vereinsgeschichte vor 983 Zuschauern. Den ersten Sieg errang das Team in Jena mit einem 56:0-Erfolg.
1995 gewannen sie die Landesliga Ost und stiegen 1996 in die Verbandsliga auf. Mit dem neuen Trainer Markus Wilke erfolgte der sofortige Aufstieg in die Oberliga. 1997 wurde ein Benefizspiel zur Oderflut gegen die Hamburg Pioneers veranstaltet. Das erste Flutlichtspiel im Stadion der Freundschaft fand am 18. Oktober 1997 statt. 1999 gelang der Aufstieg in die Regionalliga nach einem Sieg über die Cottbus Crayfish.

### Weiterentwicklung (2000–2024)
2003 wurde Flag Football in den Verein aufgenommen, 2004 Volleyball. 2007 spielte die Herrenmannschaft in der GFL 2, der zweithöchsten deutschen Liga. 2012 wurde der Spielbetrieb der Herrenmannschaft aufgrund von Spielermangel eingestellt.
2016 kam Jugger hinzu, 2017 wurde Zumba ins Programm aufgenommen. 2018 begann der Wiederaufbau der Herrenmannschaft. 2019 spielte das Team in der Challenge League Nord/Ost.
2020 fiel der Spielbetrieb aufgrund der COVID-19-Pandemie aus. 2024 feierte der Verein sein 30-jähriges Bestehen und den Aufstieg in die Oberliga Ost.
Die U16-Flag-Football-Mannschaft „Red Wings“ wurde 2024 ungeschlagener Gruppensieger und gewann den Flag-Summerbowl in Berlin. Die Jugendarbeit wurde u. a. durch Kooperationen mit den Cottbus Crayfish sowie durch Projekte wie das Freiwillige Soziale Jahr (FSJ) gestärkt.

## Name
Der Name „Red Cocks“ geht auf das Wappen von Frankfurt (Oder) zurück, das einen roten Hahn zeigt. Um die Jahrtausendwende wurde der Name in die aktuelle Form überführt, um juristische Anforderungen zu erfüllen.

## Abteilungen
Der Verein bietet sieben Sportarten an:
- American Football
- Flag Football
- Cheerleading
- Volleyball
- Basketball
- Jugger
- Zumba

Nicht alle Abteilungen nehmen am Wettkampfbetrieb teil.

## Sportstätten
Trainings- und Wettkampfbetrieb finden in folgenden Anlagen statt:
- Fritz-Lesch-Sportpark
- Sporthalle des OSZ Konrad Wachsmann
- städtische Sporthallen
- Trainingsplatz „Siegfield“ im Hellweg

Bis 2010 spielte die Footballmannschaft im Stadion der Freundschaft (Frankfurt (Oder)).